# Awre
Awre – wieś w Anglii, w hrabstwie Gloucestershire, w dystrykcie Forest of Dean. Leży 18 km na południowy zachód od miasta Gloucester i 162 km na zachód od Londynu.